# Caló dels Ermitans
El Caló dels Ermitans és una petita cala a 14 quilòmetres d'Artà a l'illa de Mallorca. També està s coneguda amb els noms de S'Arenalet de Son Colom, S'Arenalet dels Ermitans o Caleta dels Ermitans.

## Situació
Situat entre Caló des Corb Marí i Punta de Cas Taverner, així com sota la mirada de l'Ermita de Betlem (construïda a 300 metres sobre el nivell de la mar), sa Coassa (321 metres d'altitud) i Puig de sa Murta (214 metres d'altura). Aquest conjunt forma part de l'Àrea Natural d'Especial Interès Muntanyes d'Artà.
El tram de litoral comprès entre sa Cugassa i sa Macada de sa Torre (Caló des Corb Marí, Caleta dels Ermitans, Punta de Taverner, n'Olivarda, Cala s'Estret i Punta de sa Torre o de s'Eriçó) es caracteritza per estar retallat i l'absència de vegetació (roca pelada). Aquestes planes que voregen la mar van estar cobertes de vinyes fins fa molt poc temps.
Un promontori arrodonit per l'erosió eòlica i l'acció marina dona pas a la diminuta Caleta dels Ermitans, emprada pels ermitans de Betlem, situada al costat d'un complex de vacances.
Aquesta platja s'hi troba a mig camí entre la urbanització Betlem i Colònia de Sant Pere. En un bosc proper, que s'hi arriba caminant pel camí que discorre paral·lel a la costa, i superant la possessió Son Mascaró cap a l'oest, s'hi troba el jaciment prehistòric Talaiots de Can Pa amb Oli ("pa amb oli" fa referència a un plat popular mallorquí consistent en una llesca de pa de pagès sobre el que es refrega una tomàtiga i se li afegeix oli).

## Restes Arqueològiques
Per la zona es troba el jaciment de s'Arenalet de Son Colom. Segons els especialistes, es tracta d'un dels jaciments més antics de Mallorca, datat entre el 2150-1950 aC. Hi ha dades que diuen que presenta una desprotecció des d'almanco l'any 2003. En ser un jaciment que es troba vora la mar, el seu procés de conservació va en retrocés i mereix una actuació urgent, per tal d'evitar que sigui erosionat pels elements naturals.
L'Associació per a la Revitalització dels Centres Antics (ARCA) s'uní a les denúncies que el Consell acumulà sobre l'abandonament i deteriorament del jaciment arqueològic de s'Arenalet de Son Colom (Artà), segons l'Institut Mediterrani d'Estudis Avançats (IMEDEA) el més antic de tot Mallorca. Ja s'ha incoat l'expedient de delimitació de Bé d'Interès Cultural (BIC) de l'àrea. El jaciment està dins de la finca pública Aubarca-Es Verger, adquirida pel Govern amb els diners de l'ecotaxa, i està gairebé banyat pel mar, pel que l'erosió s'accelera. Les datacions radiocarbòniques de les restes trobades a la finca van determinar que aquest assentament està datat entre 2.150 i el 1950 aC. El primer a alçar la veu davant l'estat del monument prehistòric va ser el regidor d'Els Verds-Esquerra d'Artà.

## Com arribar-hi
Des d'Artà s'ha de dirigir al carrer de Santa Margalida, que als afores del municipi es converteix a la carretera Artà-Port d'Alcúdia (Ma-12). Continuarà per aquesta via fins a la cruïlla amb Ma-3331, en la qual torçarà a la dreta per incorporar-se a aquesta calçada. Seguirà per aquesta via en direcció a la urbanització Colònia de Sant Pere. Una vegada hagi superat aquest nucli costaner, girarà a l'esquerra pel tercer vial. Continuarà recte fins a arribar a primera línia de costa on torçarà a la dreta. En aquest punt podrà estacionar el vehicle particular i podrà accedir a aquesta platja.
Recorregut: 14 km Temps: 17 minuts.